# سامیت ویو (واشینگتن)
سامیت ویو (به انگلیسی: Summit View) یک منطقهٔ مسکونی در ایالات متحده آمریکا است که در واشینگتن واقع شده‌است. سامیت ویو ۸٫۴ کیلومتر مربع مساحت و ۷٬۲۳۶ نفر جمعیت دارد و ۱۴۶ متر بالاتر از سطح دریا واقع شده‌است.